# TRIM35
TRIM35 (англ. Tripartite motif containing 35) – білок, який кодується однойменним геном, розташованим у людей на 8-й хромосомі. Довжина поліпептидного ланцюга білка становить 493 амінокислот, а молекулярна маса — 56 540.
| 10         |  | 20         |  | 30         |  | 40         |  | 50         |
| ---------- |  | ---------- |  | ---------- |  | ---------- |  | ---------- |
| MERSPDVSPG |  | PSRSFKEELL |  | CAVCYDPFRD |  | AVTLRCGHNF |  | CRGCVSRCWE |
| VQVSPTCPVC |  | KDRASPADLR |  | TNHTLNNLVE |  | KLLREEAEGA |  | RWTSYRFSRV |
| CRLHRGQLSL |  | FCLEDKELLC |  | CSCQADPRHQ |  | GHRVQPVKDT |  | AHDFRAKCRN |
| MEHALREKAK |  | AFWAMRRSYE |  | AIAKHNQVEA |  | AWLEGRIRQE |  | FDKLREFLRV |
| EEQAILDAMA |  | EETRQKQLLA |  | DEKMKQLTEE |  | TEVLAHEIER |  | LQMEMKEDDV |
| SFLMKHKSRK |  | RRLFCTMEPE |  | PVQPGMLIDV |  | CKYLGSLQYR |  | VWKKMLASVE |
| SVPFSFDPNT |  | AAGWLSVSDD |  | LTSVTNHGYR |  | VQVENPERFS |  | SAPCLLGSRV |
| FSQGSHAWEV |  | ALGGLQSWRV |  | GVVRVRQDSG |  | AEGHSHSCYH |  | DTRSGFWYVC |
| RTQGVEGDHC |  | VTSDPATSPL |  | VLAIPRRLRV |  | ELECEEGELS |  | FYDAERHCHL |
| YTFHARFGEV |  | RPYFYLGGAR |  | GAGPPEPLRI |  | CPLHISVKEE |  | LDG        |

A: Аланін

C: Цистеїн

D: Аспарагінова кислота

E: Глутамінова кислота

F: Фенілаланін

G: Гліцин

H: Гістидин

I: Ізолейцин

K: Лізин

L: Лейцин

M: Метіонін

N: Аспарагін

P: Пролін

Q: Глутамін

R: Аргінін

S: Серин

T: Треонін

V: Валін

W: Триптофан

Кодований геном білок за функцією належить до фосфопротеїнів. 
Задіяний у таких біологічних процесах, як апоптоз, ацетилювання, альтернативний сплайсинг. 
Білок має сайт для зв'язування з іонами металів, іоном цинку. 
Локалізований у цитоплазмі, ядрі.